# منصور عجة
منصور أكرم عجة (مواليد 1952) هو رجل أعمال فرنسي سوري ولد في المملكة العربية السعودية ويملك جزءًا من تقنيات دافنت غارد، وهي شركة قابضة مقرها في لوكسمبورغ ولها مصالح في جميع أنحاء العالم. عجة هو الرئيس التنفيذي لشركة دافنت غارد التي تمتلك 21 ٪ من مجموعة ماكلارين للتكنولوجيا، وأهمها فريق ماكلارين فورمولا 1.
هو المالك السابق لـتاغ هوير. كما يمتلك 10 ٪ من تجار المجوهرات الراقية اسبرى وجيرارد، وتقدر ثروة منصور عجة ب 3.4 مليار دولار.

## النشأة والتعليم
ولد عجة عام 1952 وهو ابن رجل الأعمال السعودي أكرم عجة. والدته فرنسية رينات عجة، وأمضى معظم طفولته في فرنسا. التحق بالمدارس في الولايات المتحدة، وتخرج في عام 1974 مع شهادة في إدارة الأعمال من كلية مينلو، كاليفورنيا.

## الحياة المهنية
يدير منصور العجة شركة تاغ هوير الشهيرة للساعات وهو مساهم رئيس في فريق سباقات ماكلارين مرسيدس ويقضي معظم وقته في طائرته النفاثة يقوم بالتفتيش على مقر شركة تكتيك اتانجارد، وهي إمبراطورية ضخمة تتعامل مع الإلكترونيات والتكنولوجيا المتطورة. ومن بين مساهماته الكبيرة امتلاكه 30% من أسهم فريق ماكلارين مرسيدس لسباقات فورمولا 1.
تولى رئاسة الشركة بعد وفاة والده أكرم عجة عام 1991، وكان أكرم قد بنى أعماله بنقل التكنولوجيا الغربية إلى بلاد الشرق الأوسط والخليج بعد الحرب العالمية الثانية.
عائلة العجة معروفة بثرائها منذ الستينيات وهي متعددة الجنسية (سورية - سعودية - فرنسية) تقيم بشكل شبه دائم بسويسرا حيث تدير أعمالها وتمتلك العديد من الشركات الكبرى منها شركة تاغ هوير السويسرية الشهيرة لصناعة الساعات.

## مشاكل صحية ووفاته
في أواخر عام 2013، أُجريت له عملية زرع رئة مزدوجة بعد إصابته بمرض تليف رئوي مجهول السبب خلال السنوات الأربع السابقة على هذا، وأُعلن أنه شُفي شفاءً كاملًا في عام 2014.
توفي عجة صباح يوم 6 يونيو 2021 عن عمر يناهز 68 عامًا.